# Бекетовский сельсовет (Кармаскалинский район)
Бекетовский сельсове́т — упразднённая в 2008 году административно-территориальная единица и сельское поселение (тип муниципального образования) в составе Кармаскалинского района. Почтовый индекс — 453006. Код ОКАТО — 80235810000. Объединён с сельским поселением Подлубовский сельсовет.

## Состав сельсовета
село Бекетово — административный центр, село Суук-Чишма, деревни Вязовка, Ракитовка, Сарсаз
В 1986 году исключен посёлок Соловьевка (Указ Президиума ВС Башкирской АССР от 24.05.1986 N 6-2/185 «Об исключении из учётных данных некоторых населённых пунктов»)

## История
Закон Республики Башкортостан от 19.11.2008 N 49-з «Об изменениях в административно-территориальном устройстве Республики Башкортостан в связи с объединением отдельных сельсоветов и передачей населённых пунктов», ст.1 гласил:

 "Внести следующие изменения в административно-территориальное устройство Республики Башкортостан:
 28) по Кармаскалинскому району:

 а) объединить Подлубовский и Бекетовский сельсоветы с сохранением наименования «Подлубовский» с административным центром в селе Подлубово.
Включить сёла Бекетово, Суук-Чишма, деревни Вязовка, Ракитовка, Сарсаз Бекетовского сельсовета в состав Подлубовского сельсовета.

Утвердить границы Подлубовского сельсовета согласно представленной схематической карте.

Исключить из учётных данных Бекетовский сельсовет

## Географическое положение
На 2008 год граничил с муниципальными образованиями: («Закон Республики Башкортостан от 17.12.2004 N 126-з (ред. от 19.11.2008) „О границах, статусе и административных центрах муниципальных образований в Республике Башкортостан“»).